# 臺灣笑話集
《臺灣笑話集》，又名《對譯臺灣笑話集》，收錄了五十則臺灣日治時期的臺語文笑話，1915年出版，作者為川合真永。笑話集內容均與臺灣人的日常生活習慣、文化傳統和宗教信仰相關；排版上，上半部為臺語漢字文加註臺灣語假名以表記其發音，而下半部為日文翻譯，以此上下對譯的方式編輯。本書不僅是一冊笑話集，更保留了不少當時的臺語通用語、流行語及其漢字的表記模式。

## 外部連結
- 台灣笑話集 全文 （页面存档备份，存于）